# Zephyranthes gracilis
Zephyranthes gracilis är en amaryllisväxtart som beskrevs av Herb.. Zephyranthes gracilis ingår i släktet Zephyranthes och familjen amaryllisväxter.
Artens utbredningsområde är Peru. Inga underarter finns listade i Catalogue of Life.